# Fugloy

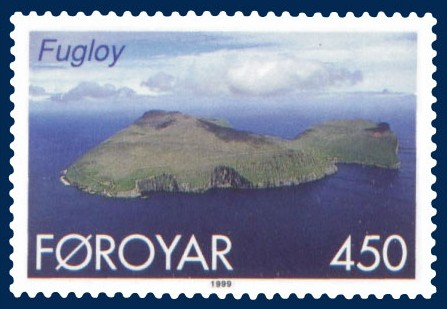
Fugloy impresso su un francobollo delle Poste delle isole Fær Øer emesso nel 1999

Fugloy (in danese Fuglø) è un'isola e un comune delle Isole Fær Øer. Ha una popolazione di 45 abitanti e fa parte della regione di Norðoyar. È l'isola più orientale dell'arcipelago, il suo nome significa “isola degli uccelli”, dovuto alla grande quantità di specie di volatili che nidificano sulle scogliere dell'isola.

## Geografia fisica
Vi sono due villaggi presenti nell'isola: Kirkja sulla costa meridionale e Hattarvík (capoluogo comunale) sul versante orientale. La costa a Est presenta anche le scogliere Eystfelli, alte fino a 448 m. Nelle vicinanze è situato anche un faro e un caratteristico arco naturale che assomiglia al profilo di un faraone egizio.

### Montagne e colline
Tre rilievi collinari sono presenti nell'isola di Fugloy:
| Nome     | Altezza |
| -------- | ------- |
| Klubbin  | 621 m   |
| Norðberg | 549 m   |
| Mikla    | 420 m   |

## Futuro
Poiché il porticciolo di Fugloy non è protetto da frangiflutti, ogni forma di sfruttamento economico non ha potuto svilupparsi fin dai primi anni del ventesimo secolo. L'unica fonte di guadagno per l'isola è stata rappresentata per anni dalla lieve forma di agricoltura presente, unitamente al modesto sviluppo della pesca e alla famosa cattura di uccelli come i pulcinella di mare.
Il Løtinget ha cercato nuovi piani di sviluppo per il futuro dell'isola, per esempio si è puntato sulla generazione di energia elettrica negli anni 60. Negli anni 80, fu costruita una strada tra Kirkja e Hattarvík, oltre a una pista di atterraggio per elicotteri. All'inizio del ventesimo secolo, la popolazione residente raggiunse il suo apice, circa 250-300 persone. L'esigenza di una vita moderna e la modifica di alcune norme che regolavano la vita sull'isola hanno prodotto come risultato l'emigrazione della maggior parte della popolazione: attualmente, infatti, solo cinque persone vivono stabilmente ad Hattarvík e circa una ventina a Kirkja. Le uniche attività presenti sull'isola sono costituite da un negozio e da un piccolo porticciolo.

## Storia
L'isola è stata popolata fin dai tempi dei vichinghi.
Una delle storie più importanti relative all'isola è rappresentata dai Floksmen. I Floksmen erano un gruppo (flok) di ribelli del Medioevo, originari di Fugloy, che reclamavano la separazione dal governo ufficiale danese che aveva la sua rappresentanza a Thorshavn. I più noti furono Høgni Nev', Rògvi Skel, Hálvdan Ulvsson di Hattarvík e Sjúrður við kellingar originario di Kirkja.
Questi uomini controllarono la parte settentrionale delle Isole Fær Øer per diverso tempo. Per questo motivo, i Floksmen rappresentano tuttora uno dei più importanti miti del separatismo delle Isole Fær Øer. 
Il mite Sjúrður við kellingar fu indotto alla ribellione dai più decisi Høgni Nev e Hálvdan Ulvsson, i quali rappresentavano l'ala più radicale del movimento.
Tutti e quattro gli uomini vennero in seguito catturati e condannati a morte. Sjúrður við kellingar chiese la grazia e fu amnistiato, ma non poteva continuare a vivere con il peso dei crimini che aveva commesso insieme agli altri ribelli e implorò quindi di essere giustiziato insieme agli altri Floksmen.

## Mitologia
Ci sono diversi miti legati a quest'isola.
Nella tradizione Faroese, i troll rivestono un ruolo importante nella mitologia delle Isole Fær Øer.
L'isola galleggiante di Fugloy
Si racconta che Fugloy fosse un'isola galleggiante in cui vivevano diversi troll. Molti uomini cercarono diverse volte di avvicinarsi all'isola con le imbarcazioni, ma ogni volta venivano respinti dai troll che lanciavano loro pietre e invocavano maledizioni. Dopo qualche tempo, gli uomini cominciarono a stancarsi di essere respinti dai troll ed erano in procinto di abbandonare ogni tentativo. Ma uno di essi, un sacerdote, volle tentare ancora una volta la conquista dell'isola. Insieme ad altri uomini, si imbarcò verso Fugloy. La prima barca in cui si trovava anche il sacerdote si avvicinò all'isola quando i troll cominciarono a lanciare, come al solito, alcune pietre verso l'imbarcazione. Gli uomini presenti sulla barca si spaventarono e vollero tornare indietro. Ma il sacerdote si inferocì e si disperò a tal punto che scagliò la Bibbia che portava con sé verso l'isola. La Bibbia andò a finire proprio davanti ai troll e la terra cominciò a tremare: l'isola smise di galleggiare e in una frazione di secondo tutti i troll si trasformarono in colline erbose. Quindi, gli uomini poterono finalmente colonizzare Fugloy. Le piccole colline erbose sono ancora presenti sull'isola e, in modo particolare, vicino a Bygd (Kirkja).

## Economia

### Turismo
L'isola ospita molte specie di uccelli marini e di terra, in modo particolare pulcinella di mare e urie nere (Cepphus grylle). Proprio per questo motivo, l'isola è stata chiamata Fugloy (isola degli uccelli) da Fugl (uccello in lingua faroese).
Il panorama da Fugloy è notevole: si possono ammirare le isole vicine di Svínoy e Borðoy; inoltre, i suoi tramonti sono una delle caratteristiche più immortalate nelle fotografie che riguardano le intere Isole Fær Øer.
Másin la nave postale
Una piacevole attrazione è rappresentata dalla nave postale Másin quando attracca a Kirkja.
I passeggeri hanno a disposizione solo pochi minuti per sbarcare e prendere i loro bagagli. La nave trasporta anche i barili di petrolio utilizzati per la centrale elettrica di Fugloy, mentre la spazzatura viene caricata sul Másin in appositi container. Le condizioni atmosferiche possono cambiare rapidamente, quindi le operazioni di carico-scarico dei passeggeri e delle merci devono avvenire in poco tempo.